# Тоні Тракс
Антуанетта (Тоні) Ліндсі Тракс (англ. Antoinette "Toni" Lindsay Trucks, нар. 30 вересня 1980) — американська акторка.

## Біографія
Народилася 1980 року в Гранд-Рапідс, штат Мічиган. Закінчила університет, після чого з'явилася в багатьох регіональних театральних постановках. У 2005 році дебютувала на телебаченні, в комедійному серіалі Showtime «Перукарня», а після його закриття знялася у «Вероніка Марс», «Довго і щасливо», «Усе про нас», «Доктор Хаус» і «Місце злочину: Нью-Йорк». На великому екрані акторка знялася у фільмі 2012 року «Рубі Спаркс».
Тракс знялася у серіалі CBS «Зроблено в Джерсі», що проіснував недовго. Після цього знялася ще у двох провальних шоу: «Не нашкодь» на NBC та «Заручники» на CBS. У 2014 році вона приєдналася до четвертого сезону серіалу TNT «Франклін та Беш» у регулярній ролі.

## Фільмографія
| Рік       |    | Українська назва                                           | Оригінальна назва                                           | Роль             |
| --------- | -- | ---------------------------------------------------------- | ----------------------------------------------------------- | ---------------- |
| 2005—2006 | с  | Перукарня                                                  | Barbershop                                                  | Террі            |
| 2006      | тф | Якщо ти живеш тут, значить зараз ти вдома                  | If You Lived Here, You'd Be Home Now                        | Ноні             |
| 2007      | ф  | Зброя                                                      | Weapons                                                     |                  |
| 2007      | ф  | З очей — геть, з чарта — геть!                             | Music and Lyrics                                            | Тріша            |
| 2007      | с  |                                                            | All of Us                                                   | Мішель           |
| 2007      | ф  |                                                            | Mr. Art Critic                                              | Ліза Віллістон   |
| 2008      | тф |                                                            | The Life and Times of Marcus Felony Brown                   | Тіа              |
| 2009      | тф | Ті, що біжать до зірок                                     | Star Runners                                                | Аста             |
| 2010      | ф  | Ролери                                                     | Rollers                                                     | Бейлі            |
| 2010      | тф | Зіркова хвороба                                            | StarStruck                                                  | Ліббі Лем        |
| 2010      | ф  | Що якщо ...                                                | What If ...                                                 | Клер             |
| 2010      | ф  |                                                            | N-Secure                                                    | Деніз            |
| 2012      | ф  | Сутінки Сага: Світанок — Частина 2                         | Twilight Saga: Breaking Dawn — Part 2                       | Мері             |
| 2012      | ф  | Рубі Спаркс                                                | Ruby Sparks                                                 | Сьюзі Вейр-Філдс |
| 2012      | с  | Зроблено в Джерсі                                          | Made in Jersey                                              | Сінді Вега       |
| 2013      | с  | Не нашкодь                                                 | Do No Harm                                                  | Патриція Ріверс  |
| 2013      | с  | Заручники                                                  | Hostages                                                    | Анджела Нікс     |
| 2014      | ф  | Олександр і жахливий, жахливий, поганий, дуже поганий день | Alexander and the Terrible, Horrible, No Good, Very Bad Day | Стеф             |
| 2014      | с  | Франклін та Беш                                            | Franklin & Bash                                             | Аніта Гаскінз    |
| 2015      | тф |                                                            | Chevy                                                       | Деббі Кокер      |
| 2018—2020 | с  | Корпорація                                                 | Corporate                                                   | Карен Джеймс     |
| 2017—2021 | с  | Морські котики                                             | SEAL Team                                                   | Ліза Девіс       |